# Przejście graniczne Chałupki-Bohumín (drogowe)
Przejście graniczne Chałupki-Bohumín – polsko-czeskie drogowe przejście graniczne położone w województwie śląskim, powiecie raciborskim, gminie Krzyżanowice w miejscowości Chałupki, zlikwidowane w 2007.

## Opis
Przejście graniczne Chałupki-Bohumín z miejscem odprawy granicznej po stronie polskiej w miejscowości Chałupki, czynne było całą dobę. Dopuszczony był ruch pieszych, rowerzystów, motocykli, samochodów osobowych, autokarów i samochodów ciężarowych o masie całkowitej do 20 ton i mały ruch graniczny. Kontrolę graniczną osób, towarów i środków transportu wykonywała Graniczna Placówka Kontrolna Straży Granicznej w Chałupkach (GPK SG w Chałupkach).
Obie miejscowości przygraniczne łączył most graniczny na rzece Odrze.
Po stronie czeskiej prowadziła do niego droga nr 58 (trasa Bogumin – Ostrawa – Przybór). 200 metrów od przejścia znajdował się węzeł czeskiej autostrady D1. Natomiast po polskiej stronie prowadziła do przejścia droga krajowa nr 78 (trasa Chałupki – Wodzisław Śląski – Rybnik – Gliwice). Pośrednio (poprzez 78) wiele pojazdów dojeżdżało do przejścia drogami: 45 od strony Raciborza i Kędzierzyna-Koźla, 932 od strony Żor, Tychów i Katowic oraz 933 od strony Jastrzębia-Zdroju, Pszczyny i Oświęcimia.
21 grudnia 2007 na mocy układu z Schengen przejście graniczne zostało zlikwidowane.

### Przejścia graniczne z Czechosłowacją
W okresie istnienia Czechosłowackiej Republiki Socjalistycznej funkcjonowały w tym miejscu polsko-czechosłowackie przejścia graniczne:
- Chałupki-Bohumín – małego ruchu granicznego I kategorii. Zostało utworzone 13 kwietnia 1960[3]. Czynne było całą dobę. Dopuszczony był ruch osób na podstawie przepustek z wszelkich względów przewidzianych w Konwencji. Kontrola celna wykonywana była przez organy celne[4].
- Chałupki – drogowe. Czynne całą dobę. Dopuszczony był ruch osób i towarów[5] i od 28 grudnia 1985 mały ruch graniczny I kategorii[6][7]. Kontrolę graniczną osób, towarów i środków transportu wykonywała Graniczna Placówka Kontrolna Chałupki (GPK Chałupki).

## Galeria

Przejście graniczne Chałupki-Bohumín (drogowe)
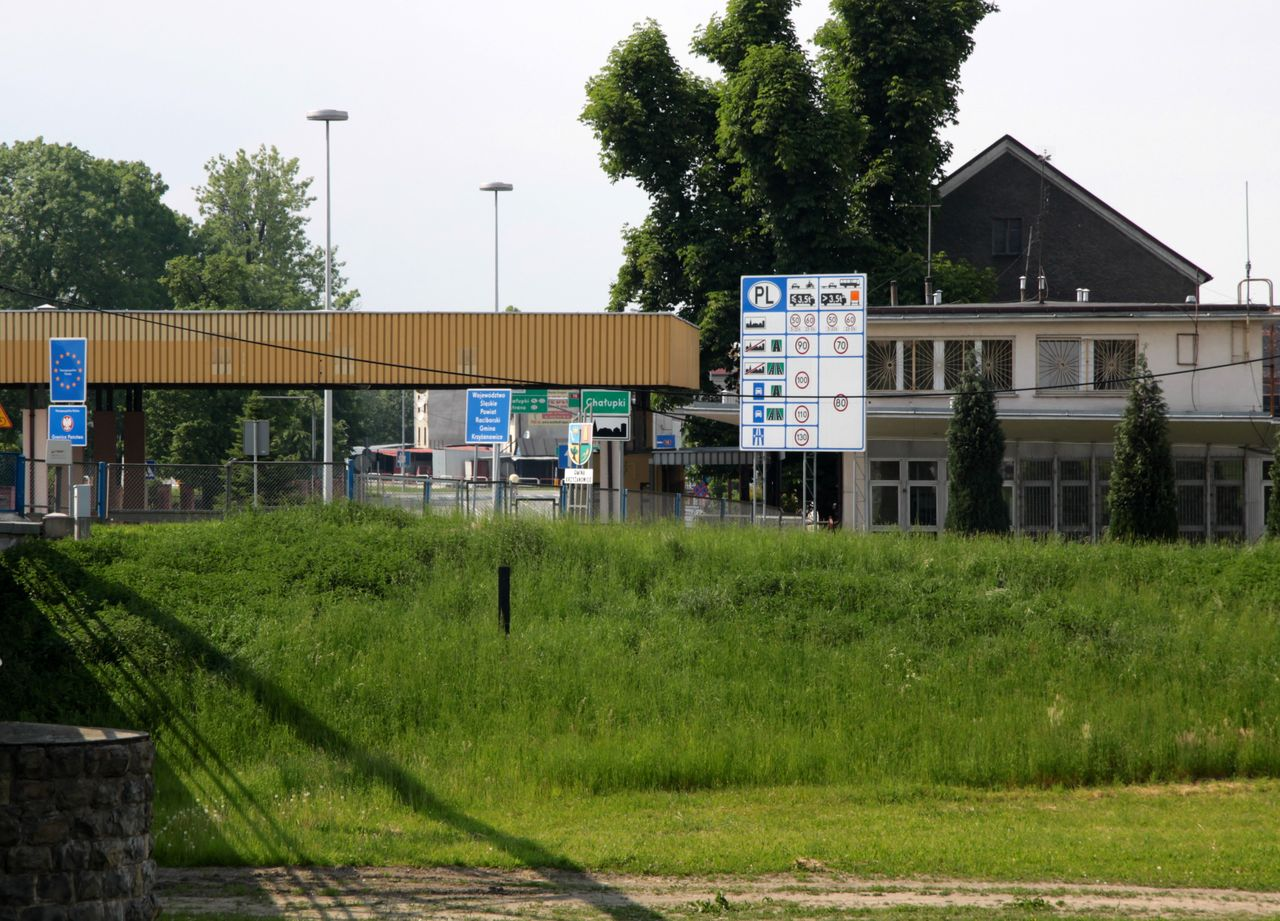
Widok od strony czeskiej (maj 2011)
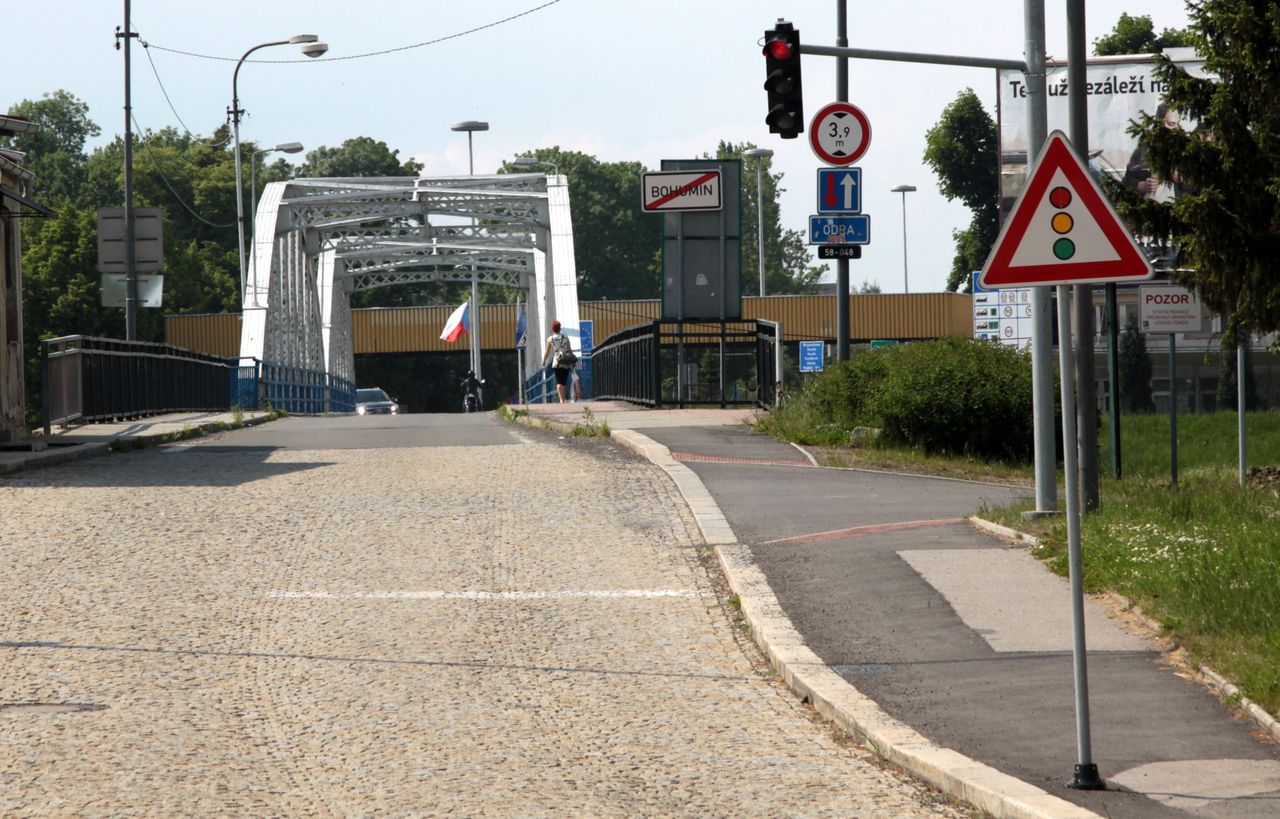
Most graniczny przed przejściem granicznym (maj 2011)
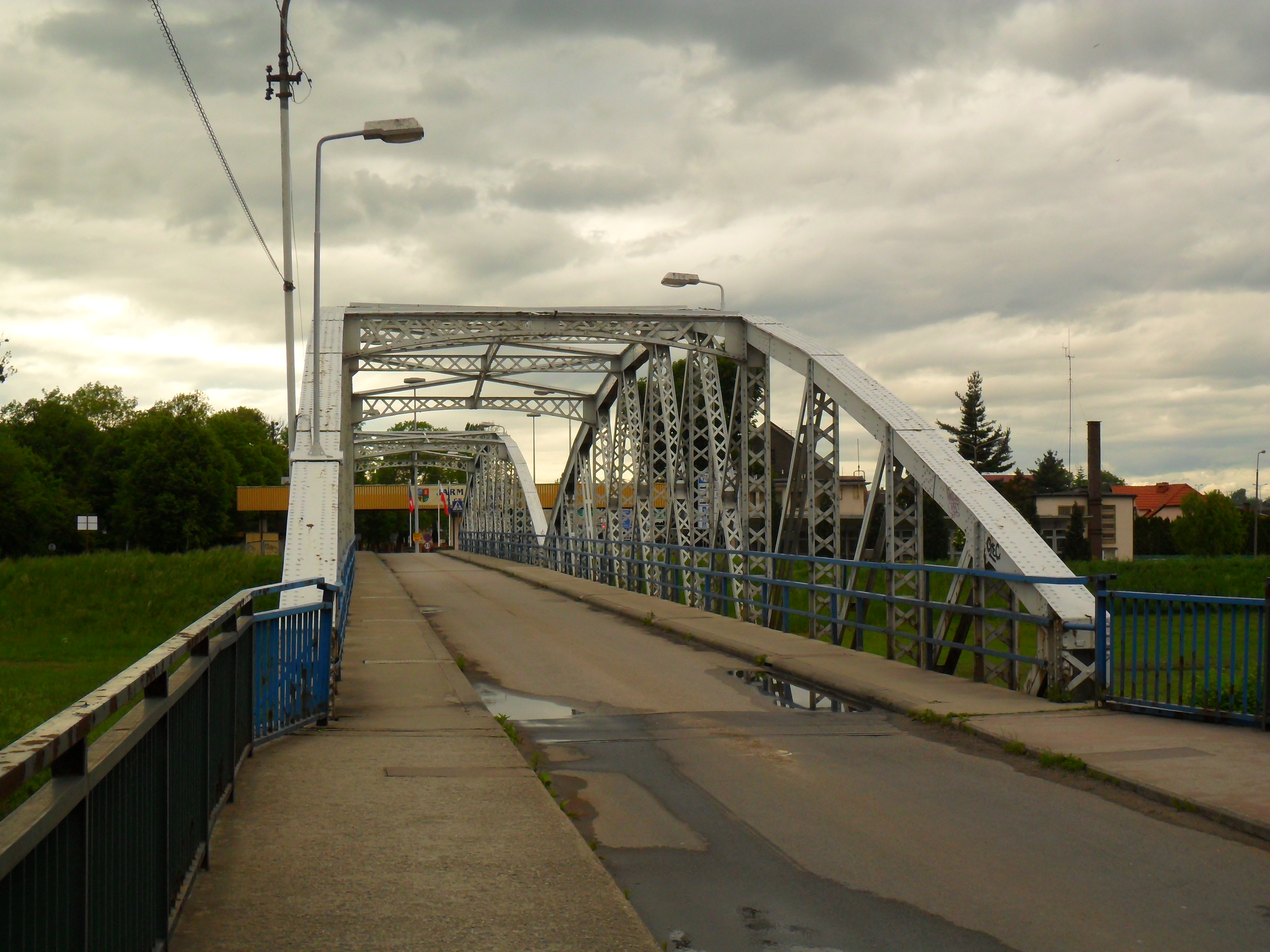
Most graniczny w Starym Boguminie (maj 2014)